# Jan Oblak
Jan Oblak (født 7. januar 1993) er en slovensk professionel fodboldspiller, som spiller for La Liga-klubben Atlético Madrid og Sloveniens landshold.